# Boswellia socotrana
Boswellia socotrana is een boomsoort uit de familie Burseraceae. De boom heeft kleine blaadjes en onopvallende lichtgroen-gele bloemen die groeien in korte, dunne pluimen. De soort staat op de Rode Lijst van de IUCN geklasseerd als 'kwetsbaar'.
De soort komt voor op het bij Jemen behorende eiland Socotra. Hij groeit daar in droge, half-bladverliezende bossen. Ook groeit hij, zij het minder vaak, in terreinen met struikgewas van de soort Croton socotranus, voornamelijk op de kustvlakte van het eiland.